# John Harvard (homme politique)
Pour les articles homonymes, voir Harvard (homonymie) et John Harvard (homonymie).
 (novembre 2023).
Si vous disposez d'ouvrages ou d'articles de référence ou si vous connaissez des sites web de qualité traitant du thème abordé ici, merci de compléter l'article en donnant les références utiles à sa vérifiabilité et en les liant à la section « Notes et références ».
John Harvard (né le 4 juin 1938 à Glenboro, au Manitoba et mort le 9 janvier 2016) est un journaliste et homme politique canadien (Manitobain). Il a siégé comme député à la Chambre des communes du Canada de 1988 à 2004 et fut lieutenant-gouverneur du Manitoba de 2004 à 2009 ; il fut nommé à ce poste peu avant l'élection fédérale canadienne de 2004.

## Biographie
John Harvard fut téléjournaliste de 1957 à 1988. Il travailla pour la Canadian Broadcasting Corporation pendant 18 ans et fut l'animateur d'une émission de radio très populaire à Winnipeg. (Par pure coïncidence, son prédécesseur au poste de lieutenant-gouverneur, Peter M. Liba, était journaliste pour un compétiteur de la CBC, CanWest).
John Harvard est élu député à la Chambre des communes pour la première fois lors de l'élection fédérale de 1988, sous la bannière du Parti libéral ; il remporte la victoire face au député progressiste-conservateur sortant George Minakar avec 18 695 voix contre 16 993 dans la circonscription de Winnipeg—St. James (lors de l'élection précédente, le candidat libéral s'était classé en troisième position).John Harvard siège sur la banquette arrière de l'opposition de 1988 à 1993.
Le Parti libéral remporte la victoire lors de l'élection de 1993 ; Harvard est facilement réélu dans Winnipeg—St. James, défaisant son plus proche rival, le réformiste Peter Blumenschein, par près de 13 000 voix. Il n'est pas nommé au conseil des ministres, mais en 1996 il devient secrétaire parlementaire du ministre des Travaux publics et services gouvernementaux.
John Harvard est de nouveau réélu sans difficulté lors de l'élection de 1997, se présentant dans la circonscription nouvellement redécoupée de Charleswood—Assiniboine. À la suite de l'élection, il est nommé secrétaire parlementaire du ministre de l'Agriculture et de l'agroalimentaire, poste qu'il conserve jusqu'en 1998.
John Harvard connaît sa bataille électorale la plus serrée lors de l'élection de 2000, remportant sur son rival de l'Alliance canadienne, Cyril McFate avec 13 901 voix contre 11 569, une marge de 2332 voix. Le progressiste-conservateur Curtis Moore termine troisième avec 9 991 voix ; plusieurs considèrent que la circonscription serait prenable si les partis de la droite étaient unis. (Effectivement, lors de l'élection de 2004, peu après la démission de Harvard, la circonscription est remportée par Steven Fletcher sous la bannière du nouveau Parti conservateur du Canada).
John Harvard a longtemps été un partisan de Paul Martin à la direction du Parti libéral, et il se pourrait que ce soit la raison pour laquelle il n'a jamais été nommé au conseil des ministres de Jean Chrétien. Dès le début de 2000, Harvard suggère publiquement que Chrétien devrait démissionner de la direction du parti. Lorsque Martin devient premier ministre le 12 décembre 2003, Harvard est assermenté au Conseil privé en tant que secrétaire parlementaire du ministre du Commerce international.
John Harvard quitte son siège aux communes le 6 mai 2004. Des rumeurs circulent voulant que ce fut sous la pression du maire de Winnipeg, Glen Murray, qui cherchait une circonscription dans la région de Winnipeg afin de se présenter sous la bannière du Parti libéral pour l'élection à venir. Le jour suivant, il est annoncé que Harvard serait nommé lieutenant-gouverneur du Manitoba ; il est assermenté à ce poste le 30 juin. (Le poste de lieutenant-gouverneur est surtout cérémonial, et il n'a aucune influence réelle sur le gouvernement du Manitoba.)

## Honneur
En octobre 2005, Harvard reçoit un diplôme de Doctor of Laws honoris causa de l'Université du Manitoba.

## Source
- (en) Cet article est partiellement ou en totalité issu de l’article de Wikipédia en anglais intitulé « John Harvard (politician) » (voir la liste des auteurs).